# The End of the Affair (1955)
The End of the Affair is een Britse dramafilm uit 1955 onder regie van Edward Dmytryk. De film is gebaseerd op de gelijknamige roman uit 1951 van Britse auteur Graham Greene. De film werd destijds in Nederland uitgebracht onder de titel Het einde van een grote liefde, in België onder de titel Een grote liefde.
Een remake van de film werd uitgebracht in 1999 met Ralph Fiennes als Maurice Bendrix, Stephen Rea als Henry Miles en Julianne Moore als Sarah Miles.

## Verhaal
Tijdens de Tweede Wereldoorlog begint Sarah Miles een affaire met de auteur Maurice Bendrix. Haar geliefde raakt echter zwaargewond tijdens een luchtaanval op Londen. Sarah laat Maurice plotseling in de steek. Hij blijft verbitterd achter. Op een avond in 1946 ontmoeten ze elkaar opnieuw.

## Rolverdeling
| Acteur             | Personage             |
| ------------------ | --------------------- |
| Deborah Kerr       | Sarah Miles           |
| Van Johnson        | Maurice Bendrix       |
| John Mills         | Albert Parkis         |
| Peter Cushing      | Henry Miles           |
| Michael Goodliffe  | Smythe                |
| Stephen Murray     | Pater Crompton        |
| Charles Goldner    | Savage                |
| Nora Swinburne     | Mevrouw Bertram       |
| Frederick Leister  | Dr. Collingwood       |
| Mary Williams      | Meid                  |
| O'Donovan Shiell   | Arts                  |
| Elsie Wagstaff     | Huisbazin van Bendrix |
| Christopher Warbey | Lancelot Parkis       |
| Nan Munro          | Tomkins               |
| Joyce Carey        | Mevrouw Palmer        |
| Josephine Wilson   | Juffrouw Smythe       |